# Tatiana Volosozhar
Tatiana Andréyevna Volosozhar (en ucraniano: Тетяна Андріївна Волосожар, nacida el 22 de mayo de 1986 en Dnipropetrovsk, Ucrania, Unión Soviética) es una patinadora en la disciplina de parejas. Compitió por Ucrania durante varios años con Stanislav Morozov. Con él, fue cuatro veces campeona nacional de Ucrania; el lugar más alto que obtuvieron internacionalmente fue un cuarto lugar en el Campeonato Mundial de 2007.
A partir de abril de 2010, comenzó a competir con Maksim Trankov, representando a Rusia. Con él, ha conseguido medallas de oro o plata en todas las competiciones en las que han tomado parte desde entonces. Son los campeones de Rusia, campeones de Europa, del mundo y olímpicos. Se comprometieron en enero de 2015 y finalmente se casaron el 18 de agosto de 2015 en Moscú.

## Carrera

### Inicios
Volosozhar empezó a patinar con cuatro años de edad, aunque no se inició en el patinaje de parejas hasta los 14 años. Su primera pareja fue Petr Jarchenko. Al principio se entrenaban en su ciudad natal de Dnipropetrovsk, en pésimas condiciones. En 2003 se mudaron a Kiev.
Lograron ganar varias medallas en la serie del Grand Prix Júnior y se proclamaron campeones de Ucrania en la temporada 2003/2004; en esa misma temporada, alcanzaron el 5.º puesto en el Campeonato Mundial Júnior y el 14.º lugar en el Campeonato Mundial Sénior. Se separaron al final de esta temporada.

### Asociación con Morozov

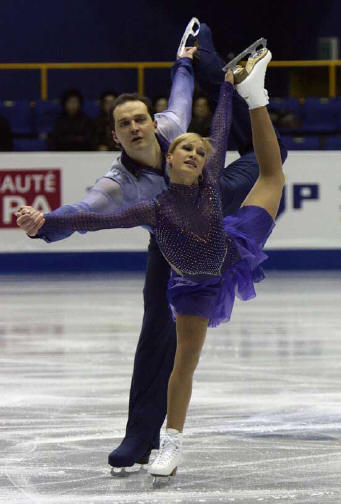
Tatiana Volosozhar y Stanilav Morozov, su pareja sobre hielo hasta 2010

Volosozhar se asoció con Stanislav Morozov en 2004; Morozov era la antigua pareja de la patinadora alemana de origen ucraniano Aliona Savchenko. Bajo el entrenamiento de Galina Kujar se colocaron en el 12.º puesto en los Juegos Olímpicos de 2006 y terminaron cuartos en el Campeonato Mundial de 2007.
En 2008 la pareja decidió cambiar de entrenador, y empezaron a trabajar con Ingo Steuer, basado en Chemnitz, Alemania. Ganaron sus primeras medallas de la serie del Grand Prix, una de plata en la Copa de China y una de bronce en la Copa de Rusia, y se clasificaron para la final de esa temporada, donde quedaron en cuarto lugar. Se clasificaron en cuarto lugar en el Campeonato de Europa y sextos en el Campeonato Mundial de 2009.
En la temporada 2009-2010 ganaron una medalla de bronce en la Copa de China y una de plata en Skate America. Quedaron nuevamente cuartos en el Campeonato de Europa y llegaron al 8.º lugar en los Juegos Olímpicos de Invierno de 2010. El equipo no participó en los Campeonatos del Mundo de 2010, porque Morozov decidió dejar de competir. Actuaron en exhibiciones juntos en la primavera de 2010 y siguen siendo una pareja fuera del hielo.

### Asociación con Trankov
En marzo de 2010, se empezó a barajar la posibilidad de formar equipo con Maksim Trankov, un patinador ruso que competía hasta entonces con Mariya Mujórtova. El jefe del consejo de los entrenadores de Ucrania admitió que no había patinadores en el país que pudieran competir al mismo nivel de ella y Ucrania decidió no interferir con su decisión de competir por Rusia. Nina Mozer actúa como entrenadora de la nueva pareja, Stanislav Morozov como entrenador asistente. Nikolai Morozov fue su coreógrafo durante un tiempo. Posteriormente empezaron a trabajar con Alla Kapranova.
La nueva pareja se declaró campeona de Rusia en 2011 y obtuvo sendas medallas de plata en el Campeonato Mundial de 2011 y el la final del Grand Prix de 2011, después de ganar los dos eventos clasificatorios Skate Canada International y Trophée Eric Bompard. En el campeonato europeo, ayudados por la ausencia de los campeones del mundo Aliona Savchenko y Robin Szolkowy, Trankov y Volosozhar se proclamaron campeones con una amplia ventaja, a pesar de errores en el aterrizaje de uno de los saltos lanzados y en una elevación. Iniciaron el Campeonato Mundial con una nota mediocre en el programa corto, tras una caída inesperada en uno de los elementos más fáciles de programa. En el programa libre lograron superar esa desventaja y ganaron la medalla de plata, con su mejor puntuación hasta la fecha y separados solo por 0,11 puntos de los ganadores Savchenko y Szolkowy.

#### Temporada 2012/2013
En la serie del Grand Prix de la temporada 2012/2013 obtuvieron sendas medalla de oro en Skate America y en la Copa Rostelecom, a pesar de varios fallos en el programa libre en esta última competición. Gracias a estas dos victorias se clasificaron para la final, donde consiguieron una nueva victoria. Se proclamaron campeones en el Campeonato Europeo de 2013, derrotando a Savchenko y Szolkowy por primera vez en una competición. En marzo, ganaron el Campeonato Mundial y establecieron un récord de puntuación.

#### Temporada 2013-2014
Participaron en las competiciones del Grand Prix Skate America y Trofeo NHK. En Skate America obtuvieron la medalla de oro con puntuaciones récord tanto en el programa corto como en el libre. Igualmente, obtuvieron el primer puesto en el Trofeo NHK, y se clasificaron para la final, donde ganaron el programa corto pero acabaron con la medalla de plata tras dos errores en sendos saltos en el programa libre. Después de proclamarse de nuevo campeones de Rusia, ganaron el Campeonato Europeo en Budapest a pesar de un programa libre mediocre, beneficiándose de la retirada de sus principales rivales, Savchenko y Szolkowy, por enfermedad. En los Juegos Olímpicos de Sochi obtuvieron dos medallas de oro, en la competición por equipos y en la competición por parejas. No participaron en el Campeonato Mundial de esta temporada. Tras los Juegos Olímpicos anunciaron su compromiso y se casaron el 18 de agosto de 2015.

#### Temporada 2015-2016
Tras decidir retirarse temporalmente durante la temporada 2014-2015, volvieron a la competición deportiva en la siguiente temporada. Ganaron el Trofeo Nebelhorn de 2015 y el programa corto del Trofeo Éric Bompard, pero no pudieron completar el programa libre al cancelarse el resto del evento a causa del estado de emergencia declarado tras los atentados terroristas en París del 13 de noviembre. También contaban con participar en el Trofeo NHK, pero se retiraron una semana antes de la competición debido a una lesión que Volosozhar sufrió durante el entrenamiento.
En el Campeonato Europeo de 2016 se proclamaron campeones por un amplio margen. Quedaron terceros en el programa corto del Campeonato Mundial, con una buena actuación excepto por un error de Volosozhar al aterrizar un salto lanzado. tras el programa libre, en el que cometieron varios errores, descendieron al sexto puesto.
Volosozhar no compitió durante la siguiente temporada, a causa de su embarazo. Su hija nació en 2017.

## Resultados competitivos
Con Morozov
| Evento                                                 | 2004-2005 | 2005-2006 | 2006-2007 | 2007-2008 | 2008-2009 | 2009-2010 |
| ------------------------------------------------------ | --------- | --------- | --------- | --------- | --------- | --------- |
| Juegos Olímpicos de Invierno                           |           | 12.ª      |           |           |           | 8.ª       |
| Campeonato Mundial                                     | 10.ª      | 10.ª      | 4.ª       | 9.ª       | 6.ª       |           |
| Campeonato Europeo                                     | 5.ª       |           | 5.ª       | 4.ª       | 4.ª       | 4.ª       |
| Final del Grand Prix de patinaje artístico sobre hielo |           |           |           |           | 4.ª       |           |
| Trofeo Éric Bompard                                    |           |           |           | 5.ª       |           |           |
| Copa de China                                          |           |           |           |           | 2.ª       | 3.ª       |
| Copa Rostelecom                                        | 5.ª       |           |           |           | 3.ª       |           |
| Trofeo NHK                                             |           |           |           | 4.ª       |           |           |
| Skate America                                          |           |           |           |           |           | 2.ª       |
| Trofeo Nebelhorn                                       |           |           |           |           | 3.ª       | 2.ª       |
| Campeonato de Ucrania                                  | 1.ª       |           | 1.ª       | 1.ª       |           | 1.ª       |

Con Trankov
| Evento                                                 | 2010-2011 | 2011-2012 | 2012-2013 | 2013-2014 | 2015-2016 |
| ------------------------------------------------------ | --------- | --------- | --------- | --------- | --------- |
| Juegos Olímpicos de Invierno                           |           |           |           | 1.ª       |           |
| Campeonato Mundial                                     | 2.ª       | 2.ª       | 1.ª       |           | 6.ª       |
| Campeonato Europeo                                     |           | 1.ª       | 1.ª       | 1.ª       | 1.ª       |
| Campeonato Nacional de Rusia                           | 1.ª       | 1.ª       |           | 1.ª       |           |
| Final del Grand Prix de patinaje artístico sobre hielo |           | 2.ª       | 1.ª       | 2.ª       |           |
| Trofeo Éric Bompard                                    |           | 1.ª       |           |           |           |
| Skate Canada                                           |           | 1.ª       |           |           |           |
| Skate America                                          |           |           | 1.ª       | 1.ª       |           |
| Copa Rostelecom                                        |           |           | 1.ª       |           |           |
| Trofeo NHK                                             |           |           |           | 1.ª       |           |
| Trofeo Nebelhorn                                       |           | 1.ª       | 1.ª       | 1.ª       | 1.ª       |